# Tanger Express
Il Tanger Express è un traghetto appartenente alla compagnia di navigazione danese DFDS.

## Servizio
Varato nel marzo del 1996 nel cantiere navale Ørskovs Christensens Staalskibsværft A/S di Frederikshavn con il nome di Mette Mols e consegnato il 28 giugno successivo alla Mols-Linien A/S, prende servizio il 1º luglio nei collegamenti tra Sjallands Odde e Ebeltoft in sostituzione del vecchio Mette Mols.
Il 30 dicembre 1999 termina il servizio sulla Sjallands Odde-Ebeltoft ed il 3 gennaio 2000 viene trasferito nei collegamenti tra Aarhus e Kalundborg.
Il 5 luglio 2011 ne viene annunciata la cessione alla FRS Iberia, con consegna prevista a fine mese.
Il 22 luglio termina il servizio per Mols-Linien e tre giorni dopo viene consegnato al nuovo armatore, dal quale viene ribattezzato Tanger Express.
Il 19 agosto viene trasferito in cantiere a Bremerhaven, dove viene sottoposto a lavori di ristrutturazione.
Nel dicembre del 2011 prende servizio nei collegamenti Algeciras e Tangeri Med, dove opera tutt'oggi.
Nel 2024, con l'acquisizione della FRS Iberia da parte del gruppo DFDS, passa sotto le insegne di quest'ultimo, continuando tuttavia ad operare sulla stessa rotta.

## Navi gemelle
- Kattegat